# إيريك أدولف فون فيليبراند
كان إيريك أدولف فون فيليبراند (1 فبراير 1870 – 12 سبتمبر 1949) طبيبًا فنلنديًا قام بمساهمات هامة في أمراض الدم. سُمّي مرض فون فيليبراند وعامل فون فيليبراند على اسمه. وقام أيضًا بأبحاث في الأيض والسمنة والنقرس وكان واحدًا من أوائل الأطباء الفنلنديين الذن استخدموا الإنسولين لعلاج الغيبوبة السكرية.
نال فون فيليبراند شهادة الطب من جامعة هيلسنكي حيث حصل على درجة الدكتوراه في عام 1899. عمل في جامعة هلسنكي منذ عام 1900 حتى عام 1930. منذ عام 1908 حتى تقاعده عام 1933، كان فون فيليبراند رئيس قسم الطب في مستشفى ديكونس في هلسنكي حيث كان أيضًا رئيس الأطباء منذ عام 1922 حتى عام 1931.
في عام 1924، استشير فون فيليبراند حول فتاة شابة تعاني اضطراب نزف. وصف هذا الاضطراب في عام 1926، وميزه عن نزف الدم الوراثي. سُمي الاضطراب على اسمه، وبات يُعرف باسم مرض فون فيليبراند. اكتُشف في ما بعد أن سبب المرض هو نقص البروتين، الذي يعرف الآن باسم عامل فون فيليبراند الذي يتسبب بالإرقاء.

## نشأته وتعليمه
وُلد فون فيليبراند في 1 فبراير 1870 في فاسا التي كانت آنذاك جزءًا من دوقية فنلندا الكبرى في الإمبراطورية الروسية. كان الابن الثالث لفريدريك ماغنوس فون فيليبراند وسيغن إيستلاندر. كان فريدريك قد تلقى تعليمه العسكري وأصبح في ما بعد مهندسًا. انتمى فون فيليبراند إلى عائلة نبيلة ألمانية، وكان أسلافه قد استقروا في فنلندا في القرن الثامن عشر. التحق فون فيليبراند بندوات فاسا العلمية حيث تفوق في علم النبات والكيمياء وعلم الحيوان. خلال هذه الفترة، أمضى فصول الصيف يجمع العينات النباتية والطيورية وعينات حرشفيات الأجنحة، وأمضى فصول الشتاء يستكشف خليج بوثنيا. بعد نيله البكالوريوس في عام 1890، بدأ دراسته في جامعة هلسنكي التي كانت تُعرف آنذاك بجامعة أليكساندر الإمبراطورية في فنلندا.
قبل التأهل كطبيب في عام 1896، أمضى فصلي الصيف لعامي 1894 و1895 يعمل كطبيب مبتدئ في منتجع صحي في جزر آلاند. بعد تخرجه، أصبح فون فيليبراند طبيبًا مساعدًا في قسم الطب في مستشفى ديكونس في هلسنكي حيث أشرف أوسيان شومان على أطروحة الدكتوراه الخاصة به حول التغيرات في عدد خلايا الدم بعد بزل الوريد. أفضت فحوصات الدم المبكرة التي أجراها فون فيليبراند أيضًا إلى دراسة حول تجديد الدم في فقر الدم ووصفًا لطريقة تلوين لطاخات الدم باستخدام يوزين وأزرق الميثيلين.
نال درجة الدكتوراه في عام 1899 من جامعة هلسنكي عن أطروحة تغيرات الدم بعد بزل الوريد.

## مسيرته المهنية
بعد الانتهاء من أطروحته في عام 1899، عُين فون فيليبراند رئيس أطباء في منتجع صحي في هينولا، وحول اهتمامه من أمراض الدم إلى الفيزيولوجيا التطبيقية. منذ عام 1900 حتى عام 1906، ألقى محاضرات في التشريح وفي وقت لاحق في الفيزيولوجيا في جامعة هلسنكي. خلال هذه الفترة، أجرى أبحاث في العلاج الحراري، على وجه التحديد التأثيرات الصحية للساونا، والعلاج بالضوء واخترع جهازًا لقياس الإطراح الجلدي لثاني أكسيد الكربون والماء.
فاق اهتمام فون فيليبراند بالطب الباطني اهتمامه بالعلاج بالمياه المعدنية والعلاج الفيزيائي، إلا أنه تولى في عام 1907 منصب رئيس الأطباء في المشفى البلدي في هلسنكي. في عام 1908، عُين محاضرًا في الطب الباطني في جامعة هلسنكي. بالتزامن مع هذا التعيين، خلَف شاومان كرئيس لقسم الطب في مشفى دياكونيس في هلسنكي. وتسلّم أيضًا المختبر في مشفى دياكونيس الذي اشتُهر بخدماته في أمراض الدم. درس فيليبراند في هذا المنصب الأيض والسمنة والنقرس. 